# Rdzawianka
Rdzawianka, Rdzawka – potok, lewostronny dopływ Poniczanki o długości 5,59 km.
Rdzawianka wypływa na wysokości około 820 m w dolinie między dwoma szczytami Obidowej w głównym grzbiecie Gorców. Jej zlewnia znajduje się na północno-zachodnim krańcu tego grzbietu i obejmuje północno-wschodnie stoki grzbietu pomiędzy wzniesieniami Obidowa (865 m) i Piątkowa Góra (714 m). Z grzbietu tego spływa do Rdzawianki kilka potoków, największe z nich to potoki: Kubanów, Polaków, Sołtysi, Piątków, Sroków, Żyznów. Rdzawianka płynie przez miejscowość Rdzawka, w której, między osiedlami Filasówka i Papieżówka, uchodzi do Poniczanki na wysokości ok. 535 m.
Zlewnia Rdzawki to obszary rolnicze i zabudowane z niewielką tylko ilością śródpolnych zadrzewień. Całe koryto Rdzawianki znajduje się w granicach wsi Rdzawka w województwie małopolskim, w powiecie nowotarskim, w gminie Rabka-Zdrój.